# Métro de Dongguan
Le Métro de Dongguan (en chinois : 東莞軌道交通) est l'un des systèmes de transport en commun de Dongguan, dans la province du Guangdong, en République populaire de Chine. La construction du premier tronçon de la ligne R2 a débuté en 2010, et a été mis en service en 2016.

## Liste des lignes
| Ligne    | Terminaux                     | Terminaux                          | Date d'ouverture | Date d'extension | Longueur km | Stations |
| -------- | ----------------------------- | ---------------------------------- | ---------------- | ---------------- | ----------- | -------- |
| Ligne R2 | Humen Railway Station (Humen) | Dongguan Railway Station (Shilong) | 2016             | -                | 37.7        | 15       |
| Total    | Total                         | Total                              | Total            | Total            | 37.7        | 15       |

### Ligne R2
Le premier tronçon de la ligne R2 entre en service le 27 mai 2016. Il compte 15 stations, pour une longueur de 37,743 km.

#### Stations
Premier tronçon
1. Shilong (石龙)
2. Chashan (茶山)
3. Xueyuan Lu North (学院路北)
4. Ligong College (理工学院)
5. Dongcheng Xiu (东城西路)
6. Hengzhong Lu (横中路)
7. Huizhan Center (会展中心)
8. Xincheng Center (新城中心)
9. Nancheng Water Park (南城水濂公园)
10. Houjie Dadao (厚街大道)
11. Houjie Coach Terminal (厚街汽车站)
12. Houjie Exhibition Center (厚街展览中心)
13. New Dongguan Station (新东莞站)
14. Humen Coach Terminal (虎门汽车站)

Second tronçon
1. Humen Economic Town (虎门商贸城)
2. Daning (大宁)
3. Chang'an Shabiancun (长安厦边村)
4. Chang'an Harbor (长安沙头)
5. Chang'an Pedestrian Mall (长安步行街)
6. Chang'an Coach Terminal (长安汽车站)